# Arena Jimki
El Arena Jimki es un estadio de fútbol de Jimki en las afueras de Moscú, Rusia. Es el estadio de FC Khimki y tiene capacidad para 18 636 espectadores, fue inaugurado el 20 de septiembre de 2008.
Desde 2009 hasta 2019, el Dynamo de Moscú utilizó el estadio como su hogar, desde la demolición del Estadio Dinamo hasta la inauguración de su nuevo estadio el VTB Arena. Cuando el FC Khimki fue relegado de la Premier League rusa, partió para el Estadio Rodina y el CSKA de Moscú se trasladó a la Arena Khimki.